# Ray Walston
Herman Raymond "Ray" Walston, född 2 december 1914 i New Orleans, Louisiana, död 1 januari 2001 i Beverly Hills, Kalifornien, var en amerikansk skådespelare. Walston är känd för tv-serien Min vän från Mars, där han under tre säsonger spelade den på jorden strandsatte marsmänniskan med antenner på huvudet. 
Walstons enda riktiga huvudroll på vita duken var i Billy Wilders komedi Kyss mej dumbom från 1964, där han spelade mot Dean Martin och Kim Novak.
Efter tv-serien Min vän från Mars fick Walston under flera år inga andra roller inom tv, på grund av att han förknippades så mycket med den rollen. Men när det spelades in en ny långfilm baserad på serien 1999, medverkade också den ursprungliga "marsmänniskan" Ray Walston i en mindre roll.
Bland andra tv-serier som Walston gästspelade i märks På farligt uppdrag, Ellery Queen, Parker Lewis, Lilla huset på prärien, Småstadsliv och Hulken.

## Utmärkelser
Walston fick motta en Tony som bästa skådespelare i rollen som djävulen i musikalen Damn Yankees på Broadway 1956 och två Emmy-utmärkelser för sin roll i tv-serien Småstadsliv.

## Filmografi i urval
- Kyss dom från mej (1957)
- South Pacific (1958)
- Ungkarlslyan (1960)
- Nu är det kul igen (1963)
- Min vän från Mars (TV-serie) (1963-1966)
- Kyss mej dumbom (1964)
- 1967 – Operation Caprice
- Guldrushens glada dagar (1969)
- Love, American Style (TV-serie) (1970-1972)
- På farligt uppdrag (TV-serie) (1972)
- Blåsningen (1973)
- Chicago-expressen (1977)
- Lilla huset på prärien (TV-serie) (1979)
- Hulken (TV-serie) (1979)
- Karl-Alfred (1980)
- Häftigt drag i plugget (1982)
- Fantasy Island (TV-serie) (1983)
- Kärlek ombord (TV-serie) (1984)
- Mord och inga visor (TV-serie) (1987)
- Paradise, Vilda västern (TV-serie) (1989)
- Lagens änglar (TV-serie) (1990)
- Parker Lewis (TV-serie) (1991)
- Scali (TV-serie) (1992)
- Småstadsliv (TV-serie) (1992-1996)
- Pestens tid (TV-serie) (1994)
- Familjen Addams återförenas (1998)
- Mannen från Mars (1999)
- Swing Vote (1999)
- Sjunde himlen (TV-serie) (1998-2001)
- Ally McBeal (TV-serie) (1999)